# Presbytère de la paroisse catholique de Zrenjanin
Le « presbytère de la paroisse catholique de Zrenjanin » (en serbe cyrillique : Римокатоличка црквена општина ; en serbe latin : Rimokatolička crkvena opština) est situé à Zrenjanin, dans la province de Voïvodine et dans le district du Banat central, en Serbie. Avec l'ensemble du quartier ancien de la ville, il est inscrit sur la liste des entités spatiales historico-culturelles de grande importance de la république de Serbie (identifiant no PKIC 48) et, à ce titre, sur la liste des monuments culturels de grande importance.
Le presbytère est souvent désigné sous le nom de « Plebanija ».

## Présentation
Le bâtiment du presbytère a été construit en 1867, à la même époque que la cathédrale elle-même ; il fait ainsi partie d'un ensemble appartenant à l'Église catholique. Caractéristique du style académique dans sa variante néo-Renaissance, il prend la forme de la lettre « L » ; la façade la plus courte donne sur le Trg slobode (la « place de la Liberté »), tandis que la façade la plus longue est parallèle à l'église.